# Dietrich I. (Münsterschwarzach)
Dietrich I. († 5. Juli 1142) war von 1126 oder 1137 bis 1142 Abt des Benediktinerklosters in Münsterschwarzach.

## Münsterschwarzach vor Dietrich
Die Jahrhunderte vor dem Amtsantritt des Abtes Dietrich I. in der Abtei Münsterschwarzach waren im Kloster von den klösterlichen Reformen des monastischen Lebens geprägt. Insbesondere die Reformen von Gorze, die das Chorgebet wieder mehr im Leben der Mönche verankern sollten, halfen, auch in schweren Zeiten dem Kloster zu überleben. Bei der Verbreitung dieser Reformen taten sich vor allem die Äbte Alapold und Egbert von Münsterschwarzach hervor.
Zu Beginn des 12. Jahrhunderts übernahmen jedoch andere Klöster die Reformbestrebungen. Nicht länger war Gorze das Zentrum für die ostfränkischen Abteien. Mehr und mehr übernahm das Kloster Hirsau diese Stelle. Unter Dietrichs Vorgänger Abt Wolfram kamen Mönche aus dem Kloster in die Mainabtei, um den Reformprozess vor Ort zu forcieren. Gleichzeitig wütete jedoch die Pest in der Umgebung des Klosters und dezimierte den Konvent.

## Leben
Erstmals in den Quellen erwähnt wurde Dietrich, als er mit einigen Mitbrüdern aus dem Kloster Hirsau nach Münsterschwarzach kam. Es ist davon auszugehen, dass Dietrich bereits einige Jahre im Schwarzwaldkloster weilte, bevor ihm die schwere Reise aufgebürdet werden konnte. Er hatte wohl bereits die Reformen verinnerlicht, die er in die Mainabtei tragen sollte. Im Jahr 1126 oder 1137, in welchem Jahr Abt Wolfram auch starb, trat Dietrich die Nachfolge als Abt an.
Aufgrund der dürftigen Quellenlage sind nur wenige Amtshandlungen des Abtes Dietrich übermittelt. Im Jahr 1139 fungierte er als Zeuge auf einer Urkunde des Würzburger Bischofs Embricho. Im gleichen Jahr wurde er auf einem Schriftstück erwähnt, das dem Nonnenkloster in Kitzingen übergeben wurde. Am 5. Dezember 1141 tauchte er erneut auf einer Urkunde auf. Abt Dietrich I. starb am 5. Juli 1142 und hinterließ seinen Nachfolgern ein aufblühendes Kloster.